# Georges Ier de Hesse-Darmstadt
Pour les articles homonymes, voir Georges Ier.

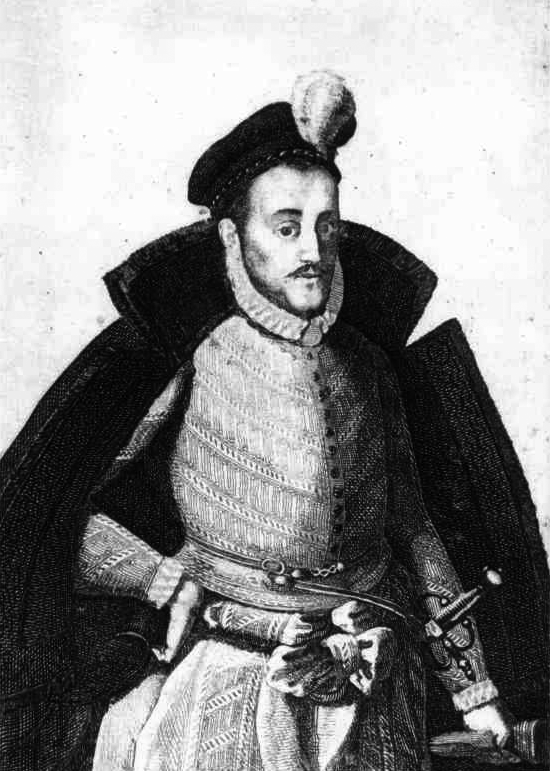
Georges Ier de Hesse-Darmstadt.

Georges Ier, dit « le Pieux » (der Fromme), est né le 10 septembre 1547 à Cassel et mort le 7 février 1596 à Darmstadt. Il est landgrave de Hesse-Darmstadt de 1567 à sa mort.

## Biographie
Georges Ier est le quatrième fils du landgrave Philippe Ier de Hesse et de son épouse Christine de Saxe. À la mort de son père, la Hesse est divisée entre ses quatre fils. Georges obtient la Hesse-Darmstadt, avec les villes de Darmstadt, Rüsselsheim, Dornberg, Lichtenberg, Reinheim et Zwingenberg.

## Mariage et descendance
Georges Ier se marie le 17 août 1572 avec Madeleine de Lippe (1552-1587), fille du comte Bernard VIII de Lippe et de Catherine de Waldeck-Eisenberg. Onze enfants sont nés de cette union :
- Philippe (1576-1576) ;
- Louis V (1577-1626), landgrave de Hesse-Darmstadt ;
- Christine (1578-1596), épouse en 1595 le comte Frédéric Magnus d'Erbach ;
- Élisabeth (de) (1579-1655), épouse en 1601 le comte Jean-Casimir de Nassau-Gleiberg (de) ;
- Marie (1580-1582) ;
- Philippe (1580-1582) ;
- Philippe III (1581-1643), landgrave de Hesse-Butzbach ;
- Anne (1583-1631), épouse en 1601 le comte Albert-Othon de Solms-Laubach ;
- Frédéric Ier (1585-1638), landgrave de Hesse-Hombourg ;
- Madeleine (1586-1586) ;
- Jean (1587-1587).

Veuf, Georges Ier se remarie le 25 mai 1589 avec Éléonore de Wurtemberg (de) (1552-1618), fille du duc Christophe de Wurtemberg. Ils ont un fils :
- Henri (1590-1590).